# Солнечное затмение 20 апреля 2061 года
Солнечное затмение 20 апреля 2061 года — полное солнечное затмение, полная фаза которого будет наблюдаться на территории России, Восточной Украины, части Казахстана и на Шпицбергене. Это затмение на территории России следует за затмением 30 апреля 2060 года; следующее полное солнечное затмение будет приблизительно через 2 года 24 августа 2063 года.
Затмение начнётся в 5:25 по московскому времени (в 2:25 по UTC) на восходе, приблизительно по линии Луганск — Ставрополь, где полная фаза начнётся, когда Солнце будет у самого горизонта. Затем тень продолжит движение на восток, пройдя Ростовскую область, Ставропольский край, Калмыкию, Волгоградскую и Астраханскую области. Затмение будет наблюдаться в Волгодонске, Элисте, Михайловке, Волгограде, Ахтубинске, Астрахани, Камышине в 5:30 по московскому времени. Тень продолжит движение по Саратовской области, а также войдет на территорию Казахстана, крупнейшими городами на её пути будут Уральск и Актобе, высота светила во время полной фазы будет около 9 градусов. В России же затмение будет наблюдаться в Саратове и Балаково. Затем затмение вступит в предгорья Урала, почти одновременно оно будет наблюдаться в Самаре и Оренбурге, достигнув продолжительности 2 минуты 25 секунд в центре полосы.
Далее затмение будет наблюдаться в Татарстане, Башкортостане, Удмуртии, Челябинской и Свердловской областях и Пермском Крае. В Уфе длительность затмения достигнет двух с половиной минут, также затмение будет видно в Салавате, Стерлитамаке, Набережных Челнах, Нижнекамске, Магнитогорске, Златоусте, Миассе, Ижевске, Екатеринбурге, Первоуральске, Нижнем Тагиле, Перми, Серове, Березниках, Ивдели. Челябинск будет располагаться на самом краю полосы полного затмения. Далее тень пройдет по Ханты-Мансийскому АО, Республике Коми в таких городах как Ухта, Печора, Инта и Воркута. Движение тени продолжится по Ненецкому АО приблизительно в 6 утра по московскому времени она достигнет города Нарьян-Мар, пройдет по Новой Земле и архипелагу Шпицберген.
Основные населённые пункты, где можно будет наблюдать полное затмение:
| Населенный пункт | Время UTC | Η☉    | Длительность |
| Астрахань        | 02:23:27  | 4,5°  | 1 м 14 с     |
| Элиста           | 02:24:19  | 2,1°  | 1 м 59 с     |
| Волгоград        | 02:28:02  | 3,4°  | 2 м 02 с     |
| Луганск          | 02:29:18  | 0,3°  | 1 м 7 с      |
| Уральск          | 02:30:59  | 8,7°  | 2 м 21 с     |
| Оренбург         | 02:31:37  | 11,2° | 2 м 16 с     |
| Саратов          | 02:32:22  | 5,7°  | 0 м 23 с     |
| Самара           | 02:34:31  | 8,8°  | 1 м 35 с     |
| Уфа              | 02:36:55  | 12,7° | 2 м 30 с     |
| Челябинск        | 02:37:47  | 15,9° | 0 м 19 с     |
| Набережные Челны | 02:38:47  | 10,9° | 1 м 28 с     |
| Ижевск           | 02:40:42  | 11,8° | 1 м 32 с     |
| Екатеринбург     | 02:40:47  | 15,8° | 2 м 05 с     |
| Пермь            | 02:42:43  | 13,7° | 2 м 22 с     |
| Нижний Тагил     | 02:42:46  | 15,7° | 2 м 27 с     |
| Березники        | 02:45:21  | 14,3° | 2 м 22 с     |
| Нарьян-Мар       | 03:00:15  | 14,0° | 1 м 50 с     |
| Лонгйир          | 03:21:30  | 6,7°  | 2 м 18 с     |